# Crin Antonescu
George Crin Laurențiu Antonescu (rođen 21. rujna 1959., Tulcea, regija Galați, Rumunjska Narodna Republika) rumunjski je političar, bivši predsjednik Nacionalne liberalne stranke (PNL) od 2009. do 2014. kao i bivši predsjednik rumunjskog Senata između 2012. i 2014. godine. Bio je kandidat PNL-a na predsjedničkim izborima 2009., gdje je u prvom krugu bio treći. Također, između 10. srpnja 2012. i 31. kolovoza 2012. bio je privremeni predsjednik Rumunjske, tijekom suspenzije Traian Băsescu s dužnosti. Trenutno je kandidat na predsjedničkim izborima u Rumunjskoj 2025. 

## Podrijetlo i obrazovanje
Crin Antonescu rođen je u Tulcea, Okrug Tulcea. Odgojio ga je otac, koji ga je poticao da studira kako bi postao profesor povijesti na Sveučilištu u Bukureštu. Godine 1978. pobijedio je na nacionalnoj olimpijadi iz povijesti. Na sveučilištu 1985. je diplomirao povijest i filozofiju. 
Nakon otkrića novinara Ioan T. Morar, Crin Antonescu je priznao da je ponavljao dvije godine svog sveučilišnog studija, navodeći da je jednom ponavljao namjerno, a drugi put jer je želio ostati u Bukurešt sa svojom suprugom, koja je još bila studentica.

## Profesionalna karijera
Nakon što je 1985. završio studij, Antonescu je predavao povijest kao profesor u općini Solești, okrug Vaslui. Kasnije se vratio u Tulcea i nastavio svoje nastavne aktivnosti u komuni Niculițel do 1989., gdje je predavao povijest i francuski. Između 1989. i 1990. radio je kao kustos u Tulcea Muzeju povijesti i arheologije, tijekom kojeg je vremena nastavio svoje nastavne aktivnosti na "Spiru Haret" Dobrogean College, prije nego što je izabran za člana parlamenta.

## Politička karijera

### Amandman na predsjedničke izbore 2025.
Kandidaturu Crina Antonescua istaknula je vladajuća koalicija 2024. Godine 2025. najavio je da će napustiti PNL kako bi se kandidirao kao nezavisni kandidat na predsjedničkim izborima 2025. u ime izbornog saveza "Rumunjska naprijed" (PNL-UDMR).

## Osobni život
Antonescu je oženjen po drugi put. Njegova prva žena, Aurelia Antonescu, počinila je samoubojstvo 2004. godine zbog neizlječive bolesti. S njom Crin Antonescu ima kćer Irinu, rođenu 1. ožujka 2001. U lipnju 2009. Antonescu je najavio da će oženiti svoju stranačku kolegicu Adinu Vălean|. Njih dvoje su se vjenčali 25. rujna 2009. godine.